# Juken Sentai Gekiranger
Bôkengers Go-ongers
Juken Sentai Gekiranger (獣拳戦隊ゲキレンジャー, Jūken Sentai Gekirenjā, littéralement Gekiranger , l'escadron du poing de la bête) est une série télévisée japonaise du genre sentai de 49 épisodes de 25 minutes produite en 2007. Elle est utilisée par la Toei et Disney pour co-produire la série Power Rangers : Jungle Fury.

## Histoire
Il y a 400 ans, en Chine, une forme d'art martial de kenpō fut développée, le Poing de la bête (獣拳, Jūken). Cet art fut créé par un homme appelé Brusa Ee (ブルーサ・イー, Burūsa Ī), qui construisit également le Village de l'Origine de la Bête (獣源郷, Jūgenkyō). Le Poing de la Bête est un art martial dont le but est d'imiter les capacités d'un animal tout en atteignant une paix spirituelle. Malgré cela, des tensions montèrent entre les 10 étudiants du créateur de l'art. Trois d'entre eux pensaient utiliser les souffrances et la haine générées par le cœur des humains pour augmenter leur pouvoir, et utilisant leurs pouvoirs pour prendre une forme de monstres, les Trois Démons du Poing (三拳魔, Sankenma). Après que Brusa Ee fut assassiné, les Démons du Poings rassemblèrent des fidèles pour pratiquer une forme malfaisante de l'art du Poing de la Bête connu sous le nom de Akugata, le Poing de la Bête de la Confrontation.
Les sept autres étudiants pensaient que la vraie force venait de l'intérieur, et s'engagèrent dans une grande guerre avec leurs anciens camarades. La bataille se termina par l'utilisation d'une technique interdite pour sceller les pouvoirs des Démons du Poing, au prix de perdre leur forme humaine durant le processus, devenant les Sept Sages du Poing (ou Kensei). Les partisans des Sages du Poing créèrent l'école de l'Art du Poing de la Bête-Bête Féroce : le Poing de la Bête de la justice dont la discipline améliore le corps humain en créant un Ki positif appelé "Ki Féroce" (Geki). Cet art est enseigné par Maître Shā-Fū, l'un des sept Sages du Poing, à l'aide d'une compagnie d'ustensiles de sport appelée "SCRTC" comme couverture.
De nos jours, un étudiant déchu de l'école du Poing de la Bête Féroce, appelé Rio, s'est tourné vers le Poing de la Bête de la Confrontation, reconstruisant le Hall de la Bête de la Confrontation. Il a également ramené les anciens pratiquants du Poing de la Bête de la Confrontation à la vie sous forme de kyonshi pour collecter le Ki de la Confrontation, le Ki opposé au Geki, dans le but de ressusciter les trois Démons du Poing et de devenir plus puissant par leurs enseignements.
Pour lutter contre le nouveau Hall de la Bête de la Confrontation, Shā-Fū a entraîné deux jeunes personnes : Ran Uzaki et Retsu Fukami. Avec Jan Kandou, un enfant sauvage qui a grandi parmi les tigres dans les bois prêts du Village de l'Origine de la Bête, l'équipe des Gekiranger est formée et est plus tard rejointe par deux autres pratiquants du Poing de la Bête Féroce pour sauver le monde des ambitions d'Akugata.
Malheureusement, une puissance maléfique encore plus terrible utilise les deux écoles opposantes pour ses propres desseins.

## Personnages

### École des arts des Bêtes Féroces-Poing Féroce

#### Gozyugers
Les Gozyugers sont au nombre de cinq, dont les pouvoirs de base découlent du symbolisme d'animaux ancestraux tel que le loup dans le cas du Gozyuger Red.
- Gozyu Red (五獣レッド, Gozyū Reddo?) : Ayant grandi dans la jungle, Jan ne connaît pas tout le vocabulaire usuel et n'a aucune culture. Il a d'ailleurs tendance à utiliser beaucoup de mots issus d'un vocabulaire propre que l'on retrouve dans le titres d'épisodes. C'est parce que Miki l'a découvert dans la jungle alors qu'elle allait enterrer le bracelet des Kenma qu'elle a pu voir le GeKi du Tigre de Jan et le ramener en ville où Shā-Fū en a fait GekiRed. Ayant un grand instinct, Jan sent facilement les utilisateurs de RinKi (zowa zowa) ou de DoRinKi (zowan zowan), voire de DoRinKi poussé à l'extrême (zowangi zowango). Contrairement aux autres Geki Rangers, Jan est un utilisateur né du GekiJūken, ce qui fait qu'il est souvent le premier à passer au niveau supérieur : il a atteint le KaGeKi avant d'avoir à subir un entraînement, même s'il a dû attendre ce dernier pour pouvoir l'utiliser pleinement. Dans le triangle du ShinGiTai, Jan représente le corps, et son totem est le tigre rouge. Il a, depuis, reçu l'enseignement de Gorie Yen, celui du Cœur. Sa première arme est un nunchaku, mais grâce à Sharkie, il peut utiliser les GekiSabers. Pour les Keisei et les monstres, au lieu de les appeler par leur nom (Shā-Fū, par exemple pour les Kensei ; Tsuneki pour les monstres), Jan les appelle par l'animal qu'ils représentent : Neko (chat) et Kitsune (renard) dans le cas des exemples.
Son nom est un jeu de mots avec le verbe Jump en anglais (sauter). Après s'être transformé, il dit : « Mon corps déborde d'une énergie infinie ! Corps incassable ! Geki Red ! » (「！アンブレイカブル・ボディ！ゲキレッド！」, « ! Anbureikaburu Bodi! Geki Reddo! »?)
- Gozyu Yellow (五獣イエロー, Gozyū Ierō?) : Élève de Shā-Fū au même titre que Retsu, Ran représente le cœur dans le ShiGiTai et a pour totem le guépard jaune. Sa force lui vient surtout d'un entraînement intensif qu'elle s'est toujours imposé et qui lui permet de donner de nombreux coups de poing à très grande vitesse. Elle a par la suite reçu l'enseignement de Michelle Peng pour acquérir la Technique. Son arme de départ est les GekiTonfas (version LongBaton/les deux tonfas mis bout à bout forment un bâton), mais Elehung lui a appris à maîtriser le GekiHammer en gardant toujours le sourire.
Son nom est un jeu de mots avec le verbe Run en anglais (courir). Après s'être transformée, elle dit : « Mon cœur est purifié par mes bonnes actions ! Cœur honnête ! Geki Yellow ! » (「！オネスト・ハート！ゲキイエロー！」, « ! Onesuto Hāto! Geki Ierō! »?)
- Retsu Fukami (深見 レツ, Fukami Retsu?) / Gozyu Blue (五獣ブルー, Gozyū Burū?) : Tout comme Ran, Retsu est un élève de Maître Shā-Fū, mais c'est après la disparition de son grand frère, Gō, que Restu a décidé d'abandonner l'art pour se consacrer au GekiJūken. Lors du retour de Gō, ce dernier lui demande de tenir sa promesse qui est de ne jamais apprendre le Jūken et de se retirer, mais Retsu fait montre d'une très grande technique et convainc ainsi Gō. Dans le triangle, Restu est la Fantastic Technique (Technique Fantastique) qu'il a perfectionné grâce à Maître Bat Li en apprenant à "oublier la technique" et à utiliser les GekiFans, arme qu'il utilise parfois au lieu des GekiTonfas. Il a ensuite appris le Corps avec Maître Bion Biao. Son animal totem est le jaguar bleu.
Son nom est un jeu de mots sur le verbe "Let's" en anglais (allons-y). Après s'être transformé, il dit : « Mon éventail de techniques colore ma fleur ! Technique fantastique ! Geki Blue ! » (「！ファンタスティック・テクニック！ゲキブルー！」, « ! Fantasutikku Tekunikku! Geki Burū! »?)
- Gô Fukami (深見 ゴウ, Fukami Gō?) / Geki Violet (ゲキバイオレット, Geki Baioretto?) : Après s'être transformé, il dit : « ! ! Geki Violet ! » (「！！ゲキバイオレット！」, « ! ! Geki Baioretto! »?)
- Ken Hisatsu (久津 ケン, Hisatsu Ken?) / Geki Chopper (ゲキチョッパー, Geki Choppā?) : Après s'être transformé, il dit : « ! ! Geki Chopper ! » (「！！ゲキチョッパー！」, « ! ! Geki Choppā! »?)

L'appel nominal se conclut par « Notre Geki ardent est le symbole de la justice ! » (「燃え立つ激気は正義の証！」, « Moetatsu Gekiwa seigi no akashi ! ») suivi de « Juken Sentai Geki Rangers ! » (「獣拳戦隊ゲキレンジャー！」, « Jūken Sentai Gekirenjā! »)
Les prénoms de Retsu, Ran et Jan permettent le jeu de mots "Let's run and jump" (courons et sautons), auquel Gō vient s'ajouter : "Let's go run and jump" (allons courir et sauter).

#### Kensei
Les Sages du Poing (拳聖, Kensei) sont au nombre de sept et servent de professeurs aux Gekirangers. Ils ont fait vœu de non violence, les réduisant seulement à la possibilité de se défendre :
- Maître Shā-Fū (マスター・シャーフー, Masutā Shā Fū?)
- Elehung Kinpō (エレハン・キンポー, Erehan Kinpō?)
- Bat Li (バット・リー, Batto Rī?)
- Sharkie Chan (シャッキー・チェン, Shakkī Chen?)
- Gorie Yen (ゴリー・イェン, Gorī Yen?)
- Michelle Peng (ミシェル・ペング, Misheru Pengu?)
- Bion Biao (ピョン・ピョウ, Pyon Pyō?)

### École du poing de la Bête de la Confrontation, Akugata
L'école du poing de la Bête de la Confrontation, Akugata (臨獣拳アクガタ, Rinjūken Akugata)
- Lio (理央, Rio?) / bête de la Confrontation du Poing du Lion (臨獣ライオン拳, Rinjū Raionken?) : Après s'être transformé, il dit : « Aussi féroce que le lion, aussi puissant que le lion. Celui qui règnera sur le monde. Je suis le Lion noir. Lio ! » (「丈きこと、獅子のごとく。強きこと、また獅子のごとく。世界を制する者、我が名は黒獅子。リオ。」, « Takeki koto, shishi no gotoku. Tsuyoki koto, mata shishi no gotoku. Sekai o seisuru mono, waga na wa Kurojishi. Rio. »?)
- Mele (メレ, Mere?) / bête de la Confrontation du Poing du Caméléon (臨獣カメレオン拳, Rinjū Kamereonken?) : Après s'être transformée, elle dit : « , Mele ! » (「理央様の愛のために生き、理央様の愛のために戦うラブウォリアー。臨獣カメレオン拳使い、メレ！」, « Rio-sama no ai no tame ni iki, Rio-sama no ai no tame ni tatakau rabu woriā. Rinjū Kamereonken tsukai, Mere! »?)

#### Kenmas
- Démon du Poing du Ciel, Kata (空の拳魔カタ, Sora no Kenma Kata?) : Sa phrase de présentation est : « ! » (「憎しみが力を生む。空の拳魔 臨獣ホーク拳のカタ！」, « Nikushimi ga chikara o umu. Sora no Kenma, Rin Jū Hōkuken no Kata! »?)
- Démon du Poing de la Mer, Rageku (海の拳魔ラゲク, Umi no Kenma Rageku?) : Sa phrase de présentation est : « ! » (「嫉妬が力をくれる。海の拳魔 臨獣ジェリー拳のラゲク！」, « Shitto ga chikara o kureru. Umi no Kenma, Rin Jū Jerīken no Rageku! »?)
- Démon du Poing de la Terre, Maku (大地の拳魔マク, Daichi no Kenma Maku?) : Sa phrase de présentation est : « ! » (「怒りで力を司る。大地の拳魔 臨獣ベアー拳のマク！」, « Ikari de chikara o tsukasadoru. Daichi no Kenma, Rin Jū Beāken no Maku! »?)

#### Autres
- Bae (バエ, Bae?)
- Les Rinshis (リンシーズ, Rinshīzu?) (épisodes 1-36, 47, 49) sont les fantassins de l'école. Ils sautillent tels des jiangshis.
- Les ({{{2}}}?) sont les monstres envoyés par l'école.

- Le Poing des cinq Venins (五毒拳, Godokuken?) regroupe cinq combattants représentant respectivement la fièvre, la douleur, la froideur, la paralysie et la nausée. L'équipe est constituée de : 
  - Kadem (カデム, Kademu?) (épisodes 3-5, 9) : Après s'être transformé, il dit : « Je suis le Maître des mouvements infernaux. Bête de la Confrontation du Poing du mille-pattes, Kadem ! » (「地獄の手数王。臨獣センチピード拳 カデム！」, «Jigoku no Tekazu Ō. Rinjū Senchipīdoken, Kademu! »?)
  - Moriya (モリヤ, Moriya?) (épisodes 3-6, 9) : Sa phrase de présentation est : « Je suis le piégeur imprévisible. Bête de la Confrontation du Poing du Gecko,  Moriya ! » (「対応不能の惑乱者。臨獣ゲッコー拳 モリヤ！」, « Taiō Funō no Wakuransha. Rinjū Gekkōken, Moriya! »?)
  - Sorisa (ソリサ, Sorisa?) (épisodes 3-8) : Après s'être transformé, elle dit : « Je suis la terrifiante danseuse de la mort. Bête de la Confrontation du Poing du Scorpion, Sorisa ! » (「戦慄の踊り子。臨獣スコーピオン拳 ソリサ！」, « Senritsu no Odoriko. Rinjū Sukōpionken, Sorisa! »?)
  - Maga (マガ, Maga?) (épisodes 3-8) : Après s'être transformé, il dit : « Je suis la défense invulnérable. Bête de la Confrontation du Poing du crapaud, Maga ! » (「鋼鉄鉄壁の守護者。臨獣トード拳 マガ！」, « Kōtetsu Teppeki no Shugosha. Rinjū Tōdoken, Maga! »?)
  - Braco (ブラコ, Burako?) (épisodes 3-9) : Après s'être transformé, il dit : « Je suis le sniper qui ne rate jamais sa cible. Bête de la Confrontation du Poing du Serpent, Braco ! » (「一撃必殺の狙撃手。臨獣スネーク拳 ブラコ！」, « Ichigeki Hissatsu no Sogekishu. Rinjū Sunēkuken, Burako! »?)

L'appel nominal se conclut par « Nous sommes… le Poing des cinq Venins ! » (「オレは・・・五毒拳！」, « Ore wa… Godokuken! »)

## Épisodes (leçons)
Les épisodes, aussi appelés leçons (puisqu'ils consistent souvent en un apprentissage pour un ou plusieurs des personnages), sont toujours suivis, à la fin (juste avant le générique) d'une petite explication sur un item ou une technique introduit(e) récemment. Cette explication, faite par Miki, se termine toujours sur une note d'humour.
| Épisode n° | Titre (français)                                                                       | Titre (japonais : kanji/rōmaji)                                                                                            | Explication de l'épisode                                 |
| 1          | Leçon 1 : Niki-Niki ! Le Poing de la Bête Féroce!                                      | 修行その１ ニキニキ！激獣拳 Shugyō Sono Ichi: Niki-Niki! Geki Jūken                                                        | Geki-Changer                                             |
| 2          | Leçon 2 : Waki-Waki ! Gattai de la Bête Féroce !                                       | 修行その２ ワキワキ！獣拳合体 Shugyō Sono Ni: Waki-Waki! Jūken Gattai                                                      | Stockage dimensionnel des Geki-Changer                   |
| 3          | Leçon 3 : Shio-Shio ! Pouvoir du nettoyage                                             | 修行その３ シオシオ！そうじ力 Shugyō Sono San: Shio-Shio! Sōjiryoku                                                        | Techniques de GekiTouja                                  |
| 4          | Leçon 4 : Zowa-Zowa ! Les cinq Poings du Poison                                        | 修行その４ ゾワゾワ！五毒拳 Shugyō Sono Yon: Zowa-Zowa! Godokuken                                                          | Robotuff                                                 |
| 5          | Leçon 5 : Uja-Uja ! Que dois-je faire ?                                                | 修行その５ ウジャウジャ！どーすりゃいいの？ Shugyō Sono Go: Uja-Uja! Dōsuryaiino?                                          | GekiTonga LongBaton                                      |
| 6          | Leçon 6: Juwān ! C'est quoi, ça ?                                                      | 修行その６ ジュワーン！って、何？ Shugyō Sono Roku: Juwān! 'tte, Nani?                                                     | GekiTonfa                                                |
| 7          | Leçon 7 : Dance Shuba-Shuba !                                                          | 修行その７ シュバシュバ踊ろう！ Shugyō Sono Nana: Shuba-Shuba Odorō!                                                       | Geki-Nunchaku                                            |
| 8          | Leçon 8 : Koto-Koto… Intensément Koto-Koto                                             | 修行その８ コトコト…ひたすらコトコト Shugyō Sono Hachi: Koto-Koto… Hitasura Koto-Koto                                      | Geki-Bazooka                                             |
| 9          | Leçon 9 : La femme Kena-Kena                                                           | 修行その９ ケナケナの女 Shugyō Sono Kyū: Kena-Kena no Onna                                                                 |                                                          |
| 10         | Leçon 10 : L'attaque Jara-Jara ! Le premier ermite !                                   | 修行その10 ジャラジャラ襲撃！はじめてのおつかい Shugyō Sono Jū: Jara-Jara Shūgeki! Hajimete no Otsukai                     |                                                          |
| 11         | Leçon 11 : Ukya-Ukya ! Armement de la Bête Féroce                                      | 修行その11 ウキャウキャ！獣拳武装 Shugyō Sono Jūichi: Ukya-Ukya! Jūken Busō                                                |                                                          |
| 12         | Leçon 12 : Zowan-Zowan ! Poing de la Bête de la Confrontation, Début de l'entraînement | 修行その12 ゾワンゾワン！臨獣拳、修行開始 Shugyō Sono Jūni: Zowan-Zowan! Rinjūken, Shugyō Kaishi                           |                                                          |
| 13         | Leçon 13 : Shin-Shin ! L'esprit de la dance                                            | 修行その13 シンシン！精霊の舞い Shugyō Sono Jūsan: Shin-Shin! Seirei no Mai                                                |                                                          |
| 14         | Leçon 14 : Netsu-Netsu ! Oublier la technique                                          | 修行その14 ネツネツ！技を捨てろ Shugyō Sono Jūyon: Netsu-Netsu! Waza o Sutero                                              |                                                          |
| 15         | Leçon 15 : Howa-Howa ! Capacité de la Maman                                            | 修行その15 ホワホワ！ママ業 Shugyō Sono Jūgo: Howa-Howa! Mama Gyō                                                          |                                                          |
| 16         | Leçon 16 : Jiri-Jiri ! Hall de la Bête de la Confrontation, classe extrascolaire       | 修行その16 ジリジリ！臨獣殿、課外授業 Shugyō Sono Jūroku: Jiri-Jiri! Rinjūden, Kagai Jugyō                                 |                                                          |
| 17         | Leçon 17 : Goro-Goro ! L'amour du professeur et de l'étudiant                          | 修行その17 ゴロゴロ！師弟愛 Shugyō Sono Jūnana: Goro-Goro! Shitei Ai                                                       |                                                          |
| 18         | Leçon 18 : Sharkin-Kīn ! Le corps est fort                                             | 修行その18 シャッキンキーン！身体、強い Shugyō Sono Jūhachi: Shakkin-Kīn! Karada, Tsuyoi                                   |                                                          |
| 19         | Leçon 19 : Gokin-Gokin ! La chute face à Rio                                           | 修行その19 ゴキンゴキン！理央と対決 Shugyō Sono Jūkyū: Gokin-Gokin! Rio to Taiketsu                                        |                                                          |
| 20         | Leçon 20 : Gicho-Gicho ! Les matchs opposés au triangle                                | 修行その20 ギチョギチョ！トライアングル対抗戦 Shugyō Sono Nijū: Gicho-Gicho! Toraianguru Taikōsen                          |                                                          |
| 21         | Leçon 21 : Biki-Biki-Biki-Biki ! Extrême ki à l'extrême                                | 修行その21 ビキビキビキビキ！カゲキに過激気 Shugyō Sono Nijūichi: Biki-Biki-Biki-Biki! Kageki ni Kageki                    | Super Geki Claw                                          |
| 22         | Leçon 22 : Kyui-Kyui ! Rendez-vous avec une célébrité                                  | 修行その22 キュイキュイ！セレブとデート Shugyō Sono Nijūni: Kyui-Kyui! Serebu to Dēto                                      | GekiFire (+ GekiSharkFire)                               |
| 23         | Leçon 23 : Gure-Gure ! Capitaine Sukeban                                               | 修行その23 グレグレ！スケ番キャプテン Shugyō Sono Nijūsan: Gure-Gure! Sukeban Kyaputen                                     | GekiElephantFire                                         |
| 24         | Leçon 24 : Garu-Garu ! Quoi !? Mon petit frère !?                                      | 修行その24 ガルガル！なんてこった、弟が！？ Shugyō Sono Nijūyon: Garu-Garu! Nante Kotta, Otōto ga!?                        | GekiBatFire                                              |
| 25         | Leçon 25 : Hine-Hine ! Seulement mon féroce ki violet                                  | 修行その25 ヒネヒネ！俺だけの紫激気 Shugyō Sono Nijūgo: Hine-Hine! Ore Dake no Shigeki                                     | GongChanger                                              |
| 26         | Leçon 26 : Mohe-Mohe ! Consultation pour les soucis                                    | 修行その26 モヘモヘ！お悩み相談 Shugyō Sono Nijūroku: Mohe-Mohe! Onayami Sōdan                                             | GekiTōjaWolf                                             |
| 27         | Leçon 27 : Beran-Beran ! Enflamme-toi, commentateur                                    | 修行その27 ベランベラン！燃えよ実況 Shugyō Sono Nijūnana: Beran-Beran! Moeyo Jikkyō                                        | GekiJū Fly-Ken no Bae (Bae du Poing Féroce de la Mouche) |
| 28         | Leçon 28 : With Bishi-Bishi Pikīn Osu !                                                | 修行その28 ビシビシピキーンで押忍！ Shugyō Sono Nijūhachi Bishi-Bishi Pikīn de Osu!                                        | SaiBlade + SaiBlade Cutter                               |
| 29         | Leçon 29 : Guda-Guda Here-Here ! Shopping                                              | 修行その29 グダグダヘレヘレ！ショッピング Shugyō Sono Nijūkyū: Guda-Guda Here-Here! Shoppingu                              | SaiBlade Finger                                          |
| 30         | Leçon 30 : Le Sei-Sei et la femme Dou-Dou                                              | 修行その30 セイセイでドウドウの女 Shugyō Sono Sanjū: Sei-Sei de Dō-Dō no Onna                                              | GekiRangers (ShinGiTai + Volonté + Capacité)             |
| 31         | Leçon 31 : Nous sommes Muni-Muni !                                                     | 修行その31 俺たちムニムニ！ Shugyō Sono Sanjūichi: Oretachi Muni-Muni!                                                     | SuperSaiBlade                                            |
| 32         | Leçon 32 : Zowangi-Zowango ! Le rassemblement, le village de l'origine de la Bête      | 修行その32 ゾワンギゾワンゴ！集結、獣源郷 Shugyō Sono Sanjūni: Zowangi-Zowango! Shūketsu, Jūgenkyō                         | JūKenShin SaiDain                                        |
| 33         | Leçon 33 : Fure-Fure Gatchiri ! Kung Fu Chūshingura                                    | 修行その33 フレフレガッチリ！カンフー忠臣蔵 Shugyō Sono Sanjūsan: Fure-Fure Gatchiri! Kanfū Chūshingura                    | GekiRinTōja                                              |
| 34         | Leçon 34 : Dain-Dain de Gowan-Gowan ! Dieu géant du Poing de la Bête, apparaît         | 修行その34 ゴワンゴワンのダインダイン！獣拳巨神、見参 Shugyō Sono Sanjūyon: Gowan-Gowan no Dain-Dain! Jūken Kyojin, Kenzan | JūKenShin SaiDain et JūKen KyoJin SaiDaiOh               |
| 35         | Leçon 35 : Gyuon-Gyuon ! Le pouvoir fleurissant de la Bête                             | 修行その35 ギュオンギュオン！獣力開花 Shugyō Sono Sanjūgo: Gyuon-Gyuon! Jūriki Kaika                                       | SaiDaiGekiFire                                           |
| 36         | Leçon 36 : Mukyu-Mukyu ! Les trois sœurs voleuses fantômes                             | 修行その36 ムキュムキュ！怪盗三姉妹 Shugyō Sono Sanjūroku: Mukyu-Mukyu! Kaitō San Shimai                                   |                                                          |

## Commentaires
- Gekiranger a pour principale particularité de voir apparaître dans l'escadron de Ranger, le premier ranger Violet en la personne de GekiViolet. Il sera rejoint en 2013 par KyoryuuViolet.
- Pendant l'été 2008, Gekiranger a été diffusé en Corée du Sud sous le nom de Power Rangers: Wild Spirits. Ce fut la 5e saison de Super Sentai à être diffusée en Corée du Sud sous le nom de Power Rangers.